# 大阪市立大正中央中学校
大阪市立大正中央中学校（おおさかしりつ たいしょうちゅうおう ちゅうがっこう）は、大阪府大阪市大正区にある公立中学校。
学校敷地は、太平洋戦争の戦災で廃校となった大阪市大正尋常高等小学校（大正国民学校）および大阪市三軒家南国民学校の校舎を転用している。

## 沿革
- 1947年4月1日 - 大阪市立大正第二中学校として、現在地に開校。
- 1949年5月1日 - 大阪市立大正中央中学校に改称。
- 1955年10月28日 - 分校を設置。南恩加島・鶴町両小学校校区の1年生を収容する地域分校とする。
- 1956年4月1日 - 分校を大阪市立大正西中学校として分離。
- 1956年10月4日 - 学校新聞コンクールで全国第一位となり文部大臣賞を受賞。
- 1967年4月1日 - 大阪市教育委員会から社会科の研究校の指定を受ける（1969年度までの3年間）。
- 1978年4月1日 - 大阪市立大正北中学校を分離。

## 通学区域
- 大阪市立小林小学校と大阪市立平尾小学校の通学区域[3]。

大阪市大正区 小林西、小林東、千島3丁目（一部）、南恩加島5丁目（一部）、平尾1丁目（一部）、平尾2丁目-5丁目。

## 出身者
- 市口政光（東京五輪　レスリング金メダリスト）
- 具志堅幸司（ロサンゼルス五輪　体操金メダリスト）
- 中田ボタン（漫才師）
- 萬田久子（女優）
- 森岡栄治（メキシコシティ五輪　銅メダリスト）
- 柳本晶一（全日本女子バレーボール監督）
- 碧天大市（大相撲力士、元幕下）
- 池原シーサー久美子（プロボクサー、第5代WBO女子世界ミニフライ級王者）
- 出花崇太郎（柔道家、総合格闘家、第15代修斗世界ライト級王者）

## 交通
- 大阪シティバス 中央中学校前バス停 東へすぐ。
- 大阪環状線・Osaka Metro長堀鶴見緑地線 大正駅 南へ約2.6km。